# Eparchia di Bratsk

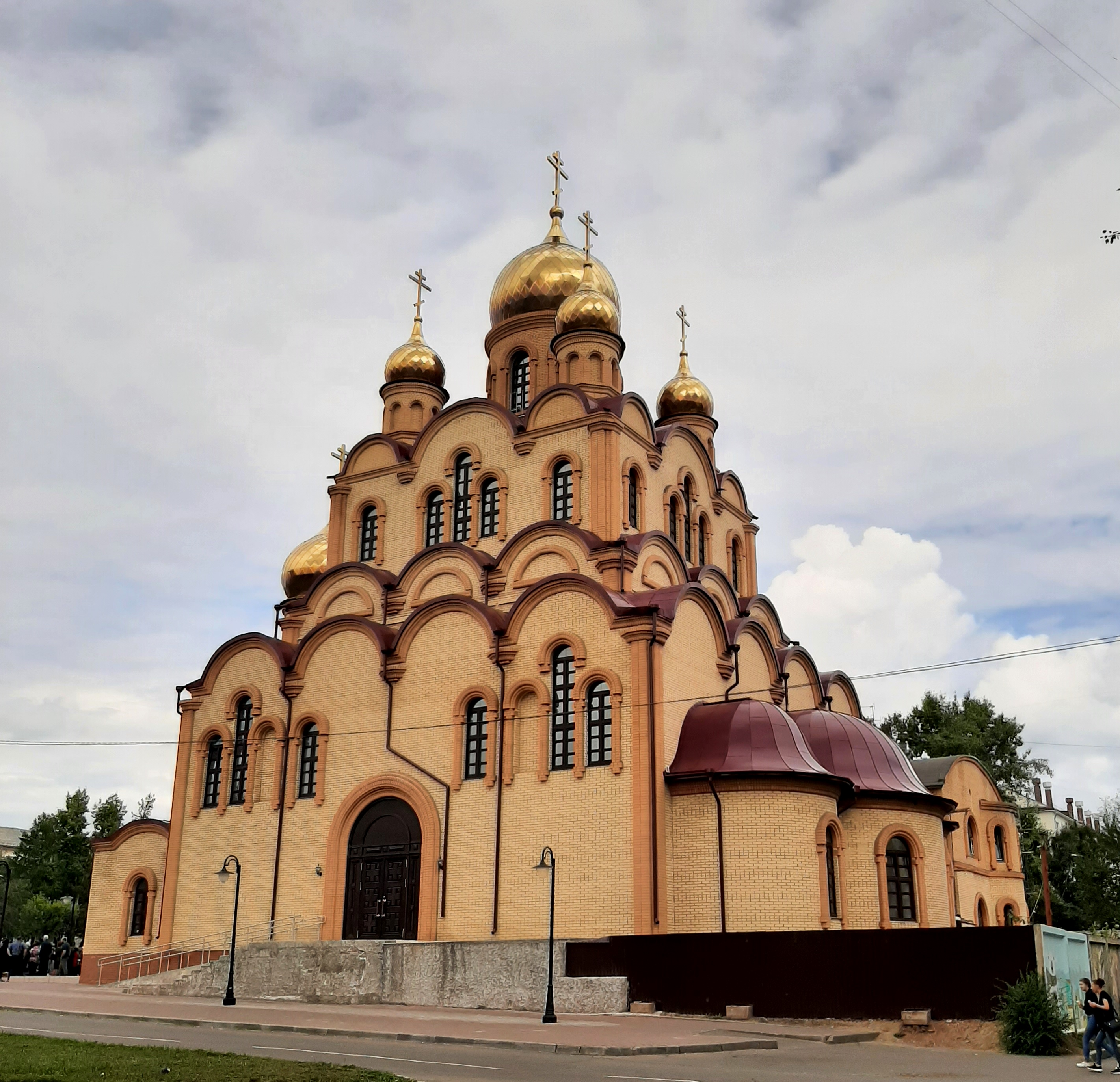
Chiesa della Natività di Bratsk, sede dell'omonima eparchia

L'eparchia di Bratsk (in russo Братская епархия?) è una diocesi della Chiesa ortodossa russa, appartenente alla metropolia di Irkutsk.

## Territorio
L'eparchia comprende i rajon Bodajbinskij, Bratskij, Kazačinsko-Lenskij, Katangskij, Kirenskij, Mamsko-Čujskij, Nižneilimskij, Ust'-Ilimskij e Ust'-Kutskij nella oblast' di Irkutsk nel circondario federale della Siberia.
Sede eparchiale è la città di Bratsk, dove si trova la cattedrale della Natività di Cristo.
L'eparca ha il titolo ufficiale di «eparca di Bratsk e Ust'-Ilimsk».

## Storia
L'eparchia è stata eretta dal Santo Sinodo della Chiesa ortodossa russa il 5 ottobre 2011, ricavandone il territorio dall'eparchia di Irkutsk.